# 斯特里漢齊 (利維夫州)
49°18′28″N 23°59′25″E / 49.30778°N 23.99028°E
斯特里汉齐（烏克蘭語：Стриганці），是烏克蘭的村落，位於該國西部利沃夫州，由斯特雷區斯特雷市鎮負責管轄，處於斯特雷河畔，始建於1739年，面積8.2平方公里，海拔高度268米，2001年人口581。